# مات باركلي
مات باركلي (بالإنجليزية: Matt Barkley)‏ هو لاعب كرة قدم أمريكية أمريكي، ولد في 8 سبتمبر 1990 في شاطئ نيوبورت في الولايات المتحدة.

## وصلات خارجية
- مات باركلي على موقع إي إس بي إن.كوم (أن.أف.أل)3
- مات باركلي على موقع مرجع كرة القدم المحترفة.كوم (الإنجليزية)